# Jari Kaarela
Jari Pekka Kaarela  (* 8. August 1958 in Tampere) ist ein ehemaliger finnischer Eishockeytorwart und -trainer, der in seiner aktiven Zeit von 1978 bis 1986 unter anderem für die Colorado Rockies in der National Hockey League gespielt hat. Seit 2010 ist er Torwarttrainer beim HK Metallurg Magnitogorsk in der Kontinentalen Hockey-Liga.

## Karriere
Jari Kaarela begann seine Karriere als Eishockeyspieler in seiner Heimatstadt in der Nachwuchsabteilung von Ilves Tampere, mit dessen A-Junioren er 1977 und 1978 Meister der entsprechenden Altersklasse wurde. Von 1978 bis 1980 spielte er für die Profimannschaft von SaPKo Savonlinna in der zweiten finnischen Spielklasse, der I divisioona. Im Sommer 1980 ging der Torwart nach Nordamerika, wo er zunächst in der Saison 1980/81 für die Indianapolis Checkers und Fort Worth Texans in der Central Hockey League spielte. Am 9. Februar 1981 erhielt er einen Vertrag als Free Agent bei den Colorado Rockies, für die er bis Saisonende in fünf Spielen in der National Hockey League zwischen den Pfosten stand. In der folgenden Spielzeit lief er in 49 Spielen für die Muskegon Mohawks in der International Hockey League auf. Zudem trat er in weiteren zwei Spielen für Fort Worth in der CHL auf. Im Sommer 1982 kehrte Kaarela nach Finnland zurück, wo er anschließend je ein Jahr lang für die SM-liiga-Teilnehmer Kiekko-Reipas und Kärpät Oulu spielte. Seine Laufbahn beendete er bereits im Alter von 28 Jahren beim Hauptstadtklub HIFK Helsinki, für den er von 1984 bis 1986 aktiv war.
Im Anschluss an seine Spielerkarriere war Kaarela von 1994 bis 2002 als Assistenztrainer für seinen Ex-Klub HIFK Helsinki tätig. Die Mannschaft wurde in der Saison 1997/98 Finnischer Meister. Von 1998 bis 2003 war er parallel als Torwarttrainer für die finnische Nationalmannschaft tätig. Von 2002 bis 2010 war er Torwarttrainer beim SM-liiga-Teilnehmer HPK Hämeenlinna. Die Saison 2010/11 begann der Finne als Torwarttrainer bei Lokomotive Jaroslawl in der Kontinentalen Hockey-Liga. Die restliche Spielzeit verbrachte er bei dessen Ligarivalen HK Metallurg Magnitogorsk.

## Erfolge und Auszeichnungen
- 1977 Finnischer A-Junioren-Meister mit Ilves Tampere
- 1978 Finnischer A-Junioren-Meister mit Ilves Tampere
- 1998 Finnischer Meister mit HIFK Helsinki (als Assistenztrainer)
- 1999 Silbermedaille bei der Weltmeisterschaft (als Assistenztrainer)